# CAT (ソフトウェア)
CATはSHIFTが開発・提供するソフトウェアテスト管理ツール (TaaS) 。2021年現在、クラウド版 (SaaS) およびダウンロード版（オンプレミス）で提供されている。

## 概要
ソフトウェア開発チームの能力向上を目的に、ソフトウェアテスト専門会社であるSHIFTが開発した、ソフトウェアテストプラットフォーム。これまでExcelを中心に管理が行われきたテスト仕様書や障害情報・進捗状況などを、直感的かつリアルタイムに管理することで、製品品質の生産性を可視化、品質の向上を狙ったソフトウェアである。ユーザーライセンス制。
製品名は、SHIFT代表の丹下大が前職で3D CAD (Computer Aided Design) を扱っていたことに由来。設計図をコンピュータで扱うことで効率的かつ正確な意思伝達が実現できるため、工期の短縮・品質の向上には非常に重要であると認識。ソフトウェアテストにおいてもコンピュータで支援 (Computer aided) することが工期短縮と品質の向上に重要であると考え、Computer Aided Testの頭文字をとってCATと命名した。

## 特徴
- テスト管理（ケース登録：Excel・CSV、ブラウザ上での編集機能）
- 障害管理（CAT標準もしくは各種BTSと連携：JIRA・Redmine・Backlog）
- 進捗管理（全体、テスト仕様書ごと、環境ごと、メンバーごと）
- 分析機能（項目：機能･環境･メンバー毎分析、信頼度成長曲線、バーンダウンチャート）[2]